# Вільям Девід Гілл
Ві́льям Де́від Гілл (1 жовтня 1833 , Нелсон, Вірджинія  — 26 грудня 1906 , Літчфілд, Іллінойс ) — американський політик, мер Спрингфілда, Огайо (1861–1863), член Палати представників штату Огайо (1866–1870), конгресмен від Огайо (1879–1881, 1883–1887). 

## Життєпис

### Ранні роки і кар'єра
Вільям Д. Гілл народився в окрузі Нельсон, штат Вірджинія. Освіту здобував у сільських школах та Антіохійському коледжі.Він переїхав до Спрингфілда, штат Огайо, і в 1858 році видавав газету Ohio Press. Вивчав право. Гілл був прийнятий до адвокатури 1859 року і почав практику в Спрингфілді, штаті Огайо. Обіймав посаду мера Спрингфілда з 1861 до 1863 року. З червня 1862 року Гілл одружився з Авґустою Б. Марч, у них народилися чотири доньки. У 1866–1870 роках Гілл був членом палати представників штату. Він був членом Ради з освіти міста Дефаянс, штату Огайо. Суперінтендант страхування з 1875 до 1878. Був делегатом Національного з'їзду Демократичної партії в 1880 і 1888 роках.

### Конгрес
Гілл був обраний до Конгресу 46 скликання від Демократичної партії (4 березня 1879 — 3 березня 1881), а згодом до Конгресу 48 і 49 скликання (4 березня 1883 — 3 березня 1887). Був головою Комітету з територій. Намагався переобратися в 1886 році, але не здобув підтримки виборців.

### Подальша кар'єра
Гілл відновив адвокатську практику у Дефаянсі.У 1891 році переїхав до Каліспелла, штат Монтана. 1896 року повернувся до Дефаянсу і продовжив адвокатську практику. Був міський соліситором Дефаянсу з 1903 до 1905.

### Смерть
Помер 26 грудня 1906 року поблизу Літчфілда, штат Іллінойс, коли їхав до Лос-Анджелесу. Його поховали на Риверсайдському кладовищі у Дефаянсі.

## Зовнішні посилання
- United States Congress. "William D. Hill (id: H000609)" [Архівовано 8 травня 2022 у Wayback Machine.]. Biographical Directory of the United States Congress. (англ.)